# س. ك. راجو
س. ك. راجو (بالهندية: चन्द्रकान्त राजू؛ بالإنجليزية: C. K. Raju) هو فيزيائي هندي، ولد في 7 مارس 1954.